# Кюхельбекер, Михаил Карлович
Михаил Карлович Кюхельбекер (1798 год, именины 29 сентября — 1859 год) — лейтенант Гвардейского экипажа, декабрист.

## Семья
Отец — статский советник Карл Иванович Кюхельбекер (28 декабря 1748 — 6 марта 1809), саксонский дворянин, агроном, первый директор Павловска (1781—1789).
Мать — Юстина Яковлевна Ломен (Lohmen) (20 марта 1757 — 26 марта 1841).
Старшая сестра — Устинья Карловна Глинка (1786—1871).
Старшая сестра — Юлия Карловна Кюхельбекер (1 февраля 1795 — 9 июля 1869).
Старший брат — Вильгельм Карлович Кюхельбекер ( 10 (21) июня 1797 — 11 (23) августа 1846).

## Военная карьера
В 1811—1815 годах учился в Морском кадетском корпусе. Гардемарин с 7 июня 1813 года. 2 февраля 1814 года зачислен в Гвардейский экипаж. С 21 июля 1815 года — мичман. В 1819 году на бриге «Новая Земля» участвовал в походе к берегам Новой Земли. С 2 февраля 1820 года — лейтенант. В 1821—1824 годах на шлюпе «Аполлон» участвовал в походе на Камчатку.

## Декабрист
Членом тайных обществ не был. Активный участник восстания на Сенатской площади. С Сенатской площади самостоятельно явился к великому князю Михаилу Павловичу и был доставлен в канцелярию Семёновского полка. С 15 декабря 1825 года находился в заключении в Петропавловской крепости. 7 января 1826 года переведён в Выборгскую крепость, 2 июня того же года возвращён в Петропавловскую крепость.

## Каторга
Осуждён по V разряду 10 июля 1826 года. Приговорён к каторжным работам на 8 лет. 22 августа 1826 года срок каторги сокращён до 5 лет. 22 июля 1826 года отправлен в Кексгольм. 5 февраля 1827 года отправлен из Петропавловской крепости в Сибирь. 22 марта того же года прибыл в Читинский острог. В сентябре 1830 года переведён в Петровский завод.
В «каторжной академии» изучал историю, географию, экономику; брал уроки пения у Сергея Ивановича Кривцова; занимался огородничеством и земледелием, работал портным.

## Ссылка
По окончании срока каторги указом от 10 июля 1831 года отправлен на поселение в заштатный город Баргузин Иркутской губернии (ныне — село Баргузин Баргузинского района Бурятии).
3 июня 1834 года в Баргузине женился на дочери мещанина Анне Степановне Токаревой. Чета имела шестерых дочерей, семья жила в собственном доме.
Братья Кюхельбекеры завели большое хозяйство, выращивали новые для Сибири сельскохозяйственные культуры. Михаил Карлович в своём доме открыл больницу и аптеку для местных жителей, бесплатно оказывал медицинскую помощь и на свои средства приобретал лекарства.
Организовал школу, которая на первом этапе располагалась в его доме. Бесплатно обучал местных жителей любого возраста чтению, письму, арифметике. Все книги и учебные пособия приобретал за собственный счёт. Переписывался с декабристом-педагогом Иваном Дмитриевичем Якушкиным, пользовался его советами. Просил декабристов присылать учебные пособия и учебники. По предположениям В. Б. Бахаева, Вильгельм Кюхельбекер преподавал в школе в то время, когда жил в Баргузине. Школа просуществовала до середины 1840-х годов — до открытия Баргузинского приходского училища.
Занимался изучением Забайкалья, написал «Краткий очерк Забайкальского края». В очерке описал географические условия, дал характеристику основным отраслям хозяйства и народонаселения. Литературную обработку очерка провёл старший брат Вильгельм.
После амнистии от 26 августа 1856 года был восстановлен в правах потомственного дворянства. Из-за недостатка денег не смог выехать в Европейскую Россию. Освобождён от надзора 12 декабря 1858 года.
Служил агентом золотопромышленных компаний. В 1858 году обратился к министру финансов с просьбой о выдаче ему разрешения на разработку золотых россыпей в Восточной Сибири.
Скончался в Баргузине в 1859 году.

## Дети
Юстина Мишовт (2 ноября 1836 — 8 мая 1905), Юлия Галкина (1840 — 8 мая 1905), Александра (род. 1845), Екатерина (7 января 1852 — 8 мая 1931), Анна (род. 1852), Анастасия (1857—1860).
Дочери Михаила Карловича получили образование в Иркутском Девичьем институте, благодаря пособиям Малой артели.
24 декабря 1861 года четыре средних дочери М. К. Кюхельбекера были удочерены генерал-майором Францем Викентьевичем Одинцом. Им было разрешено пользоваться фамилией и правами состояния воспитателя без права на наследование его родового имения.

## Память
Именем М. К. Кюхельбекера названа одна из улиц Баргузина.
В 1950-е годы знание о точном местонахождении могилы М. К. Кюхельбекера было утеряно. Новый памятник был установлен в предполагаемом месте захоронения с неправильным годом смерти.
В 1989 году международной экспедицией было установлено точное место захоронения. На могиле установлен крест.